# Dieseldampflokomotive
Dieseldampflokomotiven waren Versuchstriebfahrzeuge der Eisenbahn in der Sowjetunion. Mit der Entwicklung der Dieseldampflokomotiven versuchte man die konstruktiven Nachteile der Diesellokomotive durch die Verwendung eines Kolbendampfantriebes als Hilfs- und Zusatzantrieb zu umgehen. Obwohl mehrere einsatzfähige Fahrzeuge entstanden, scheiterte das Vorhaben noch im Versuchsstadium.

## Geschichte
Größtes Problem der Diesellokomotiventwicklung war Mitte des 20. Jahrhunderts die Kraftübertragung vom Dieselmotor auf die Antriebsräder. Da ein Dieselmotor weder unter Last gestartet werden konnte, noch sein nutzbares Drehzahlband ausreichend für unterschiedliche Geschwindigkeiten war, bewährten sich später allein dieselmechanische, -hydraulische oder -elektrische Übertragungen. Andere Kraftübertragungen, beispielsweise mit Druckluft, scheiterten. Der sowjetische Ingenieur Maisel entwarf Mitte der 1930er Jahre das Projekt eines Triebfahrzeugs, welches mithilfe der Dampfmaschine anfahren sollte, erst bei höheren Geschwindigkeiten sollte ein Dieselmotor zum Einsatz kommen.
Insgesamt entstanden – unterbrochen durch den Zweiten Weltkrieg – drei Fahrzeuge. Bei einem Fahrzeug wurde bei höheren Geschwindigkeiten ausschließlich der Dieselmotor verwendet, bei den zwei anderen diente die Dampfmaschine dann als Zusatzantrieb. Obwohl alle drei Fahrzeuge fahrtüchtig waren und im Fahrdienst getestet wurden, waren noch zahlreiche Konstruktionsmängel und technische Probleme vorhanden. Mit der mittlerweile großserienreifen Produktion von dieselelektrischen Lokomotiven mit einem besseren Wirkungsgrad als Dieseldampflokomotiven nach dem Zweiten Weltkrieg wurden die Versuche noch Ende der 1940er Jahre eingestellt.